# Väike-Õismäe
Väike-Õismäe est un quartier du district de  Haabersti à Tallinn en Estonie.

## Description
En 2019, Väike-Õismäe compte 26 536 habitants.
Sa superficie est de 2,18 km2.
Les principales rues du quartier sont :  Akadeemia tee, Astangu tänav, Ehitajate tee, Järveaasa tänav, Järveotsa tee, Mihkli tänav, Paldiski maantee, Päevalille tänav et Õismäe tee.

## Population
| 2008   | 2010   | 2011   | 2012   | 2013   | 2014   |
| ------ | ------ | ------ | ------ | ------ | ------ |
| 27 889 | 27 822 | 27 685 | 27 172 | 27 337 | 27 507 |

| 2015   | 2016   | 2017   | 2018   | 2019   | 2020   |
| ------ | ------ | ------ | ------ | ------ | ------ |
| 27 481 | 27 284 | 27 150 | 27 012 | 26 536 | 26 769 |

| 2021   | 2022   | - | - | - | - |
| ------ | ------ | - | - | - | - |
| 26 404 | 26 178 | - | - | - | - |

## Transports
Les lignes de bus n°4, 8, 10, 12, 13, 16, 21A, 22, 26, 26A, 27, 28, 36, 37, 42, 45, 61, 62 ; les lignes de bus express n°46, 47, 64 desservent le quartier.

## Paysage urbain
Väike-Ïismäe est situé entre les espaces verts de Veskimetsa (zoo) et du lac Harku. Les principaux volumes résidentiels du quartier Väike-Õismäe sont des immeubles résidentiels de 5, 9 et 16 étages, construits par Tallinna Elamuehituskombinaad. Au milieu du quartier résidentiel se trouve l'étang Väike-Ïismäe, qui est un lac artificiel rond. 
L'épine dorsale de la zone résidentielle est le périphérique local Õismäe tee. L'emplacement abrite le centre de santé Haabersti de l'hôpital central de l'Ouest de Tallinn et la complexe sportif d'Õismäe. Le ruisseau Järveotsa et le ruisseau Soone traversent le territoire du quartier.

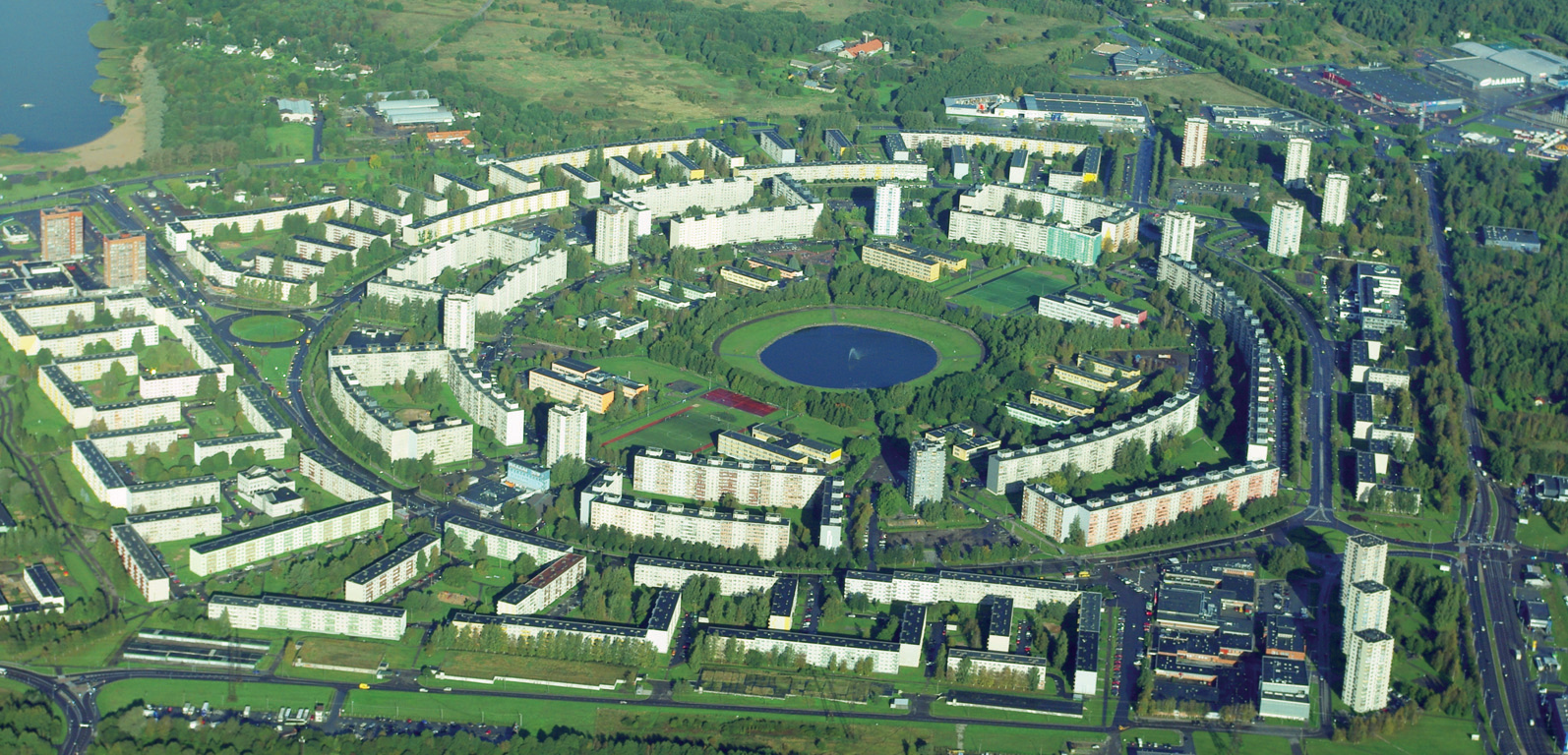
Väike-Õismäe, vue du ciel.

## Galerie

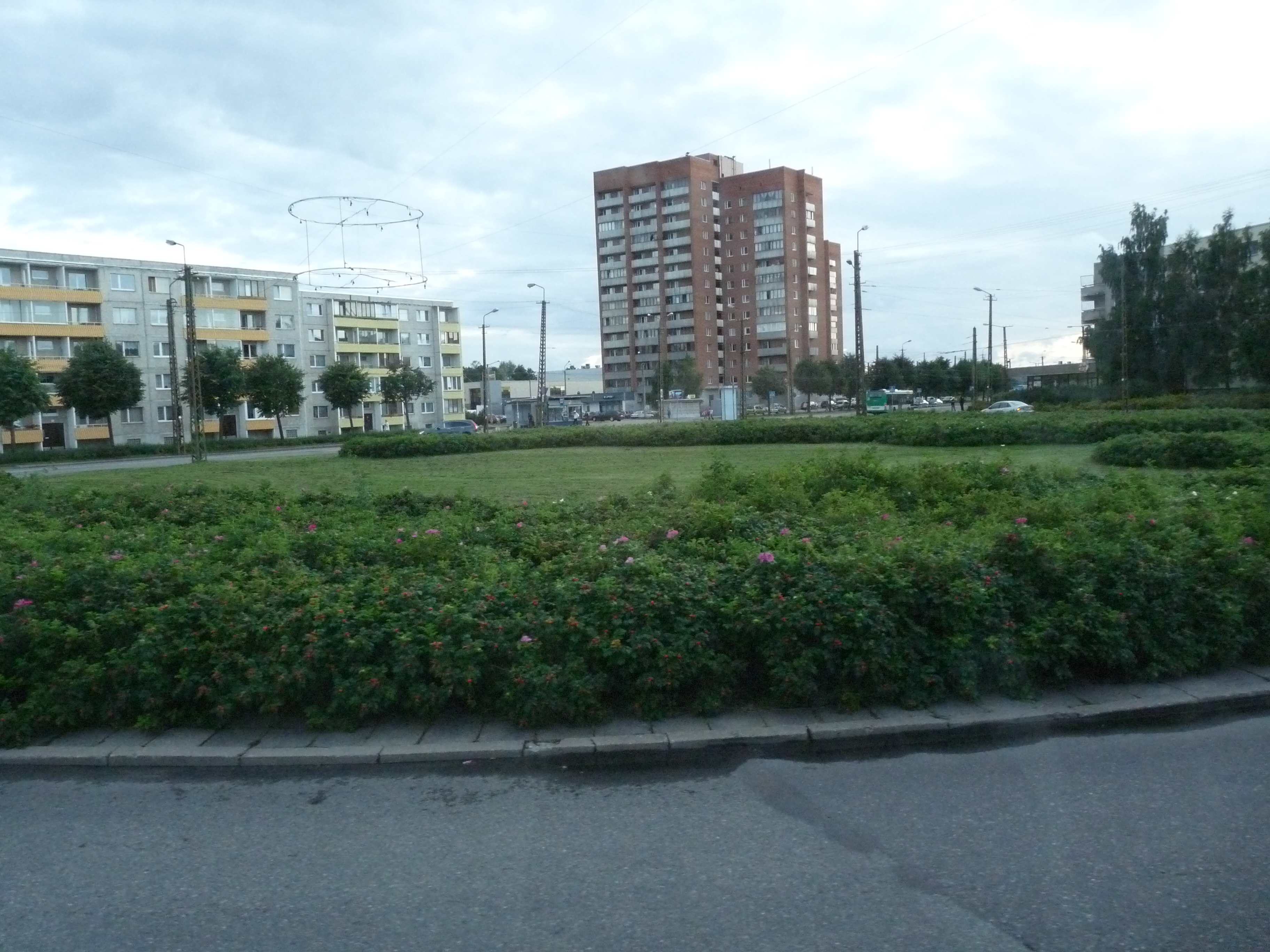
Väike-Õismäe près du lac Harku.
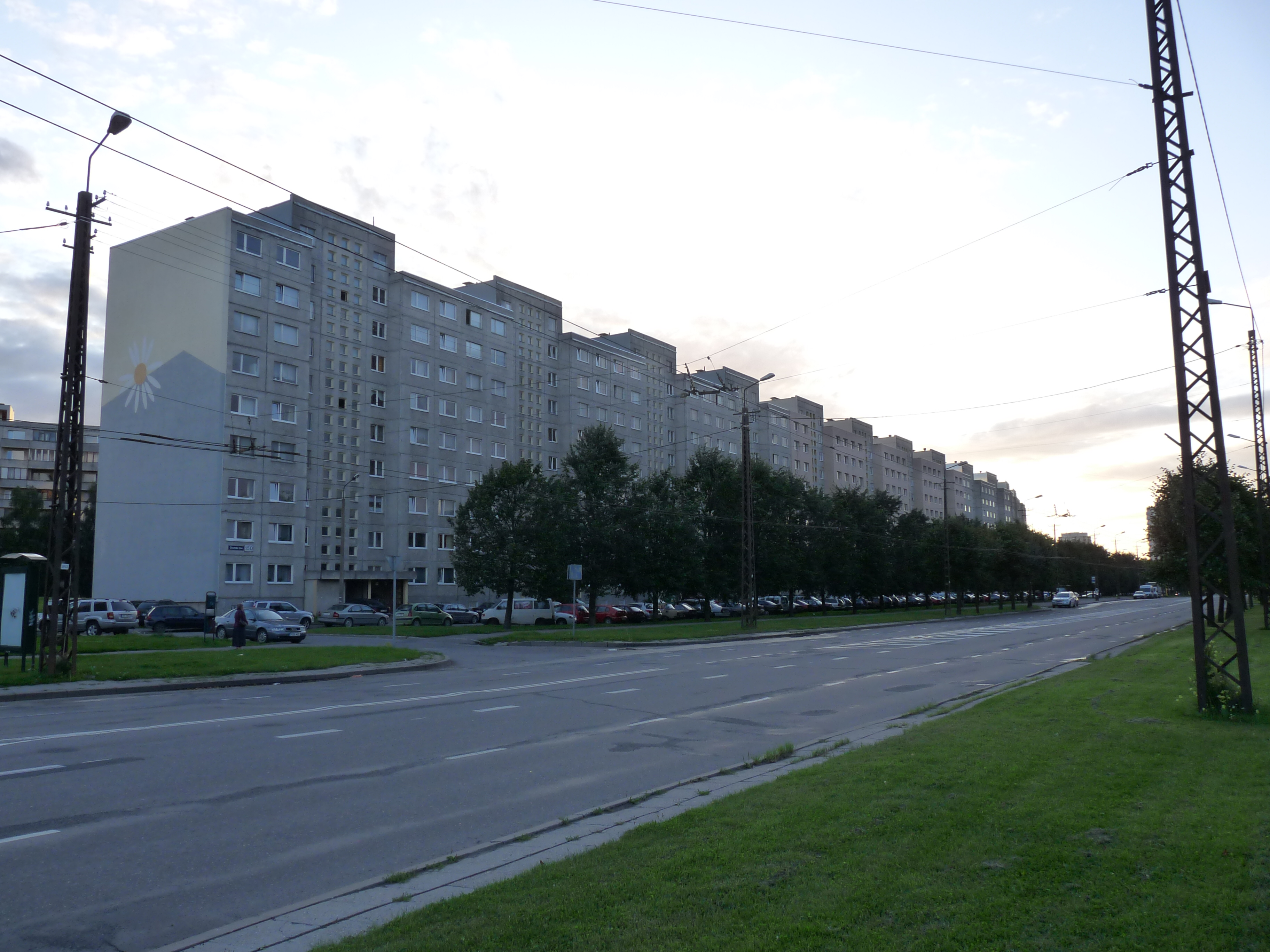
Rue Õismäe
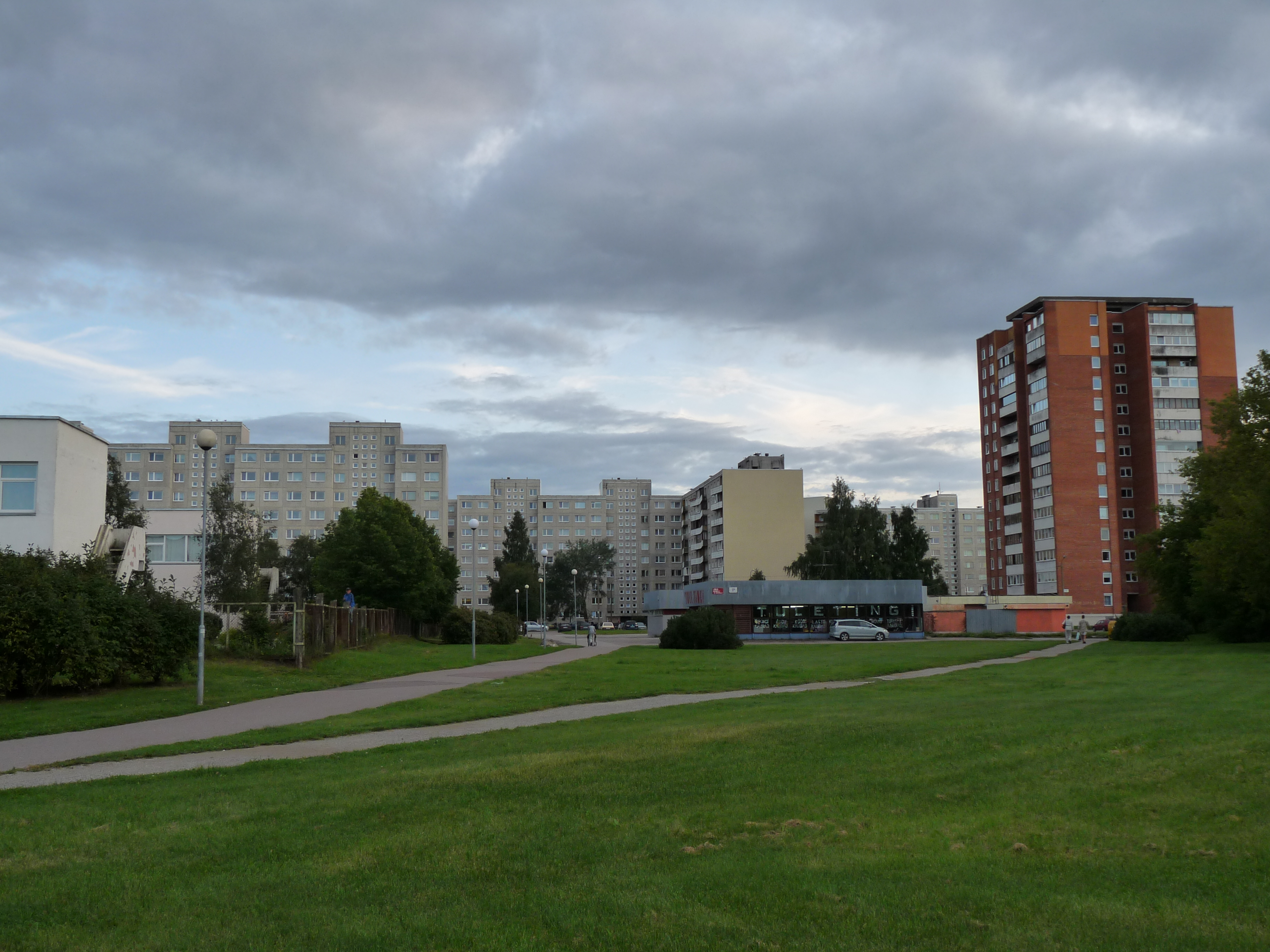
Vue vers Järveotsa.

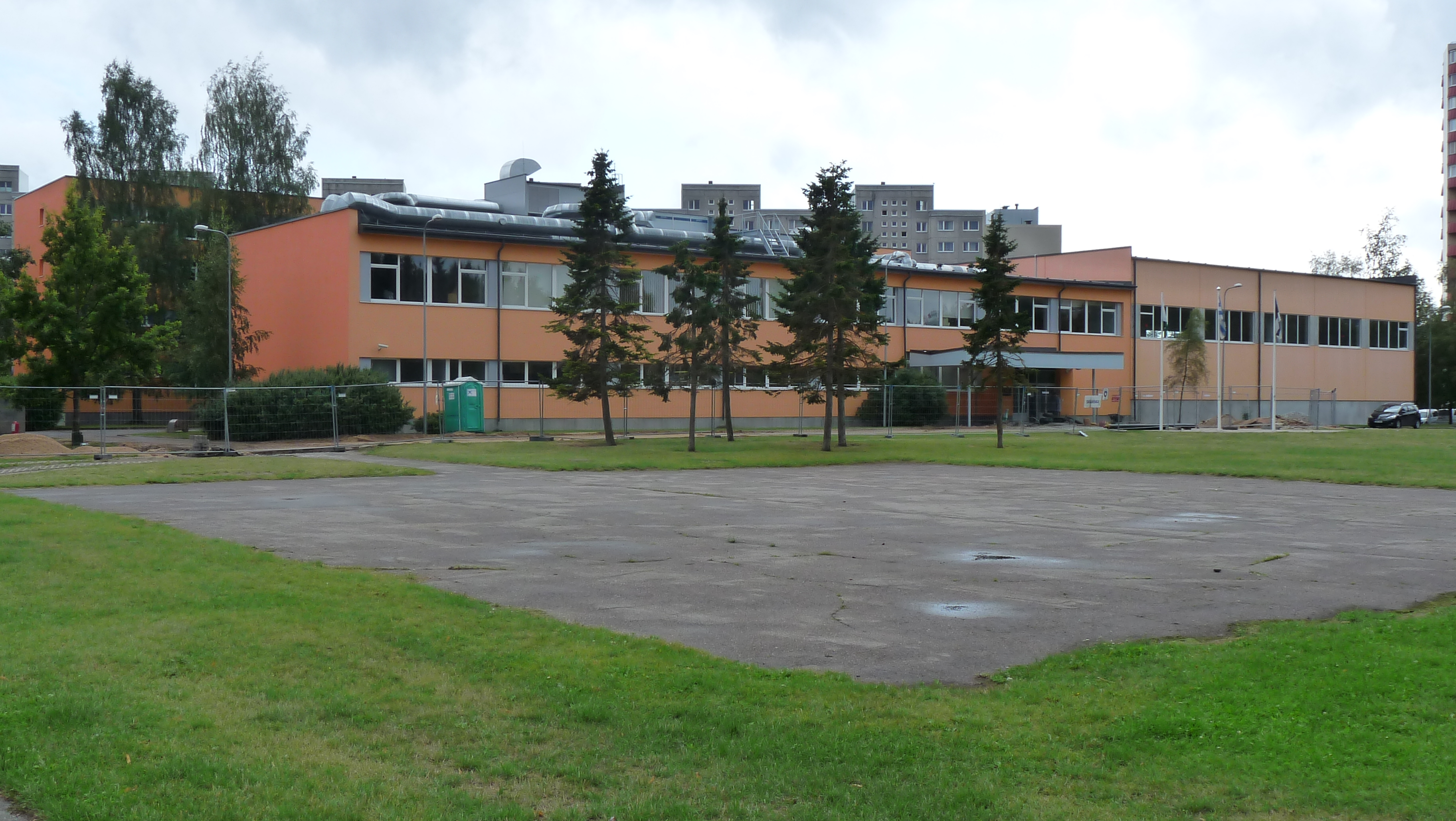
Lycée d'Õismäe.
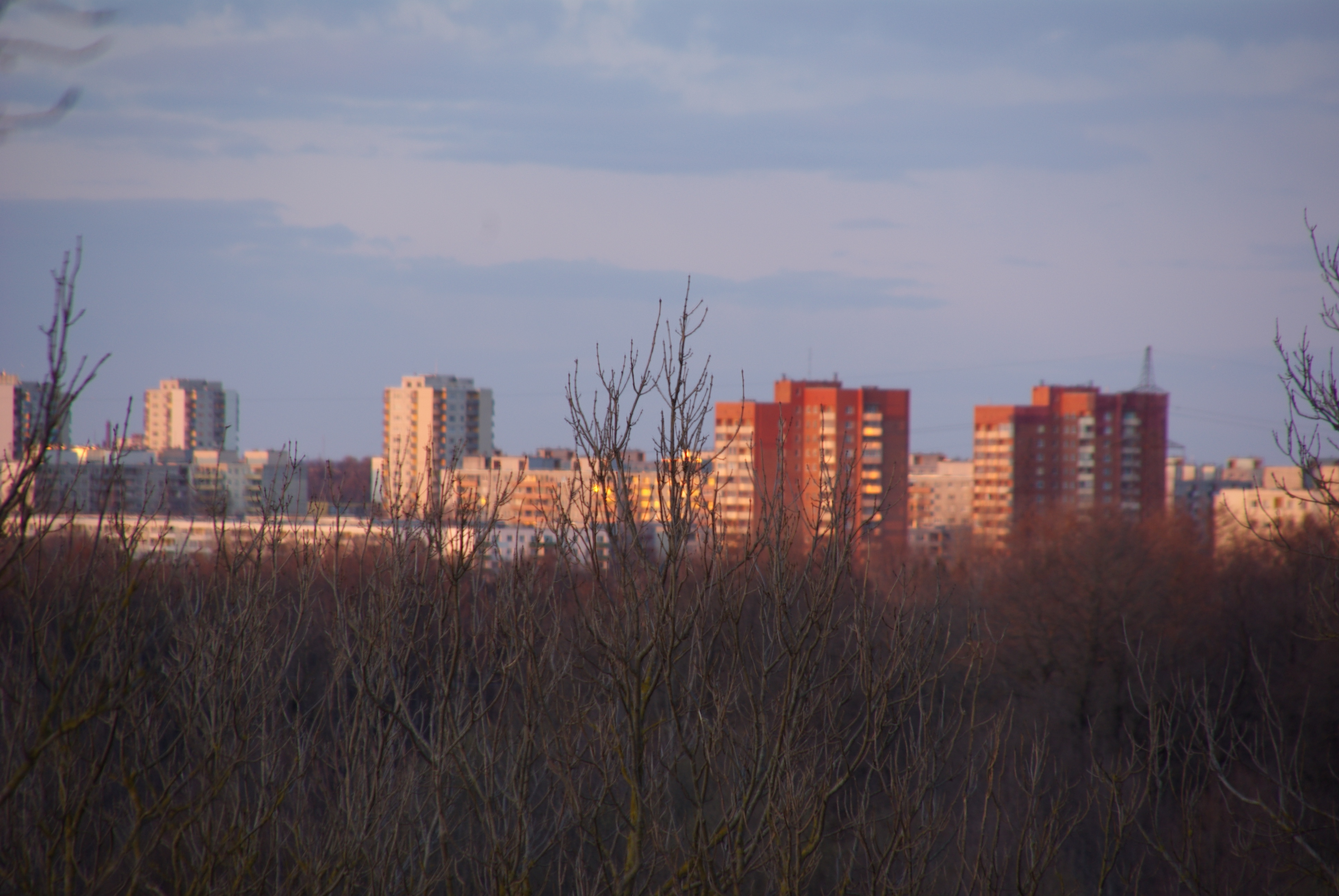
En direction d'Õismäe et Astangu Harku.
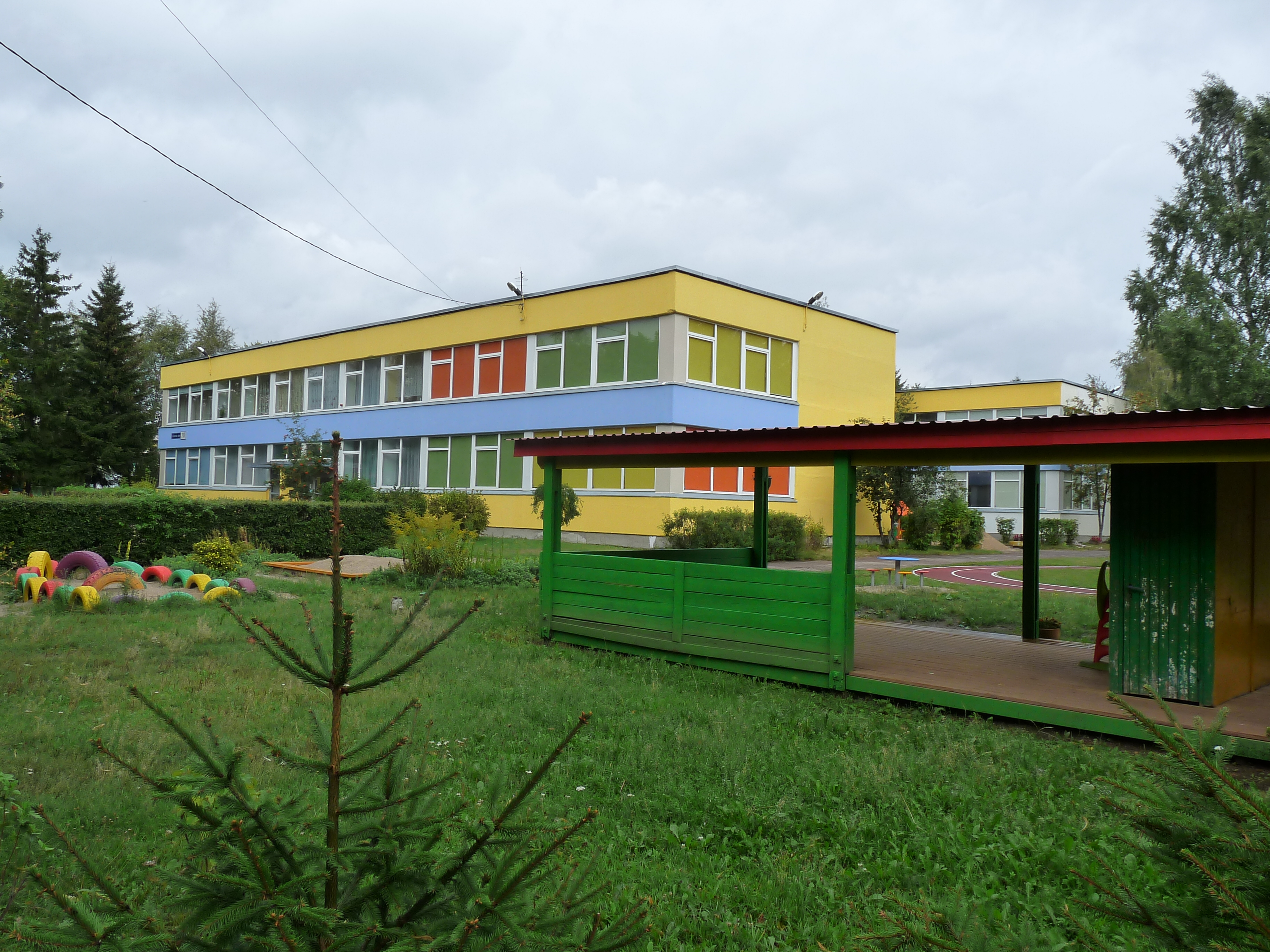
Jardin d'enfants de Rukkilille.